# Diosma dichotoma
Diosma dichotoma är en vinruteväxtart som beskrevs av Berg.. Diosma dichotoma ingår i släktet Diosma och familjen vinruteväxter. Inga underarter finns listade i Catalogue of Life.